# Wellington (football, 1991)
 (février 2021).
Pour les articles homonymes, voir Wellington (homonymie).
Wellington Aparecido Martins ou Wellington, né le 28 janvier 1991 à São Paulo, est un footballeur brésilien évoluant au poste de milieu défensif à EC Noroeste.

## Biographie

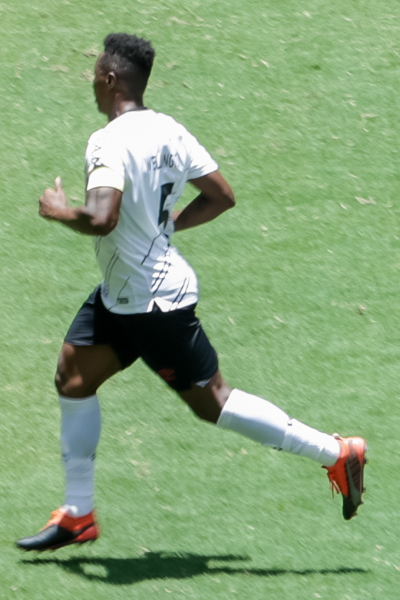
Wellington avec l'Athletico Paranaense en 2020

## Statistiques
| Club           | Saison         | Ligue | Ligue | Coupe | Coupe | CONMEBOL | CONMEBOL | Autre | Autre | Total | Total |
| Club           | Saison         | Match | But   | Match | But   | Match    | But      | Match | But   | Match | But   |
| -------------- | -------------- | ----- | ----- | ----- | ----- | -------- | -------- | ----- | ----- | ----- | ----- |
| São Paulo      | 2008           | 1     | 0     | 0     | 0     | 2        | 0        | 0     | 0     | 3     | 0     |
| São Paulo      | 2009           | 6     | 0     | 0     | 0     | 1        | 0        | 2     | 0     | 9     | 0     |
| São Paulo      | 2010           | 4     | 0     | 0     | 0     | 0        | 0        | 3     | 0     | 7     | 0     |
| São Paulo      | 2011           | 34    | 1     | 0     | 0     | 4        | 0        | 3     | 0     | 41    | 1     |
| São Paulo      | 2012           | 14    | 0     | 0     | 0     | 8        | 0        | 6     | 1     | 28    | 1     |
| São Paulo      | 2013           | 5     | 0     | 0     | 0     | 9        | 0        | 15    | 0     | 29    | 0     |
| Carrière Total | Carrière Total | 64    | 1     | 0     | 0     | 24       | 0        | 29    | 1     | 117   | 2     |

## Palmarès
- São Paulo FC
  - Champion du Brésil en 2008
  - Vainqueur de la Copa Sudamericana en 2012
  - Finaliste de la Recopa Sudamericana en 2013 (en)

- Athletico Paranaense
  - Vainqueur de la Copa Sudamericana en 2018